# Västangrunden
Västangrunden is een Zweeds eiland/zandbank behorend tot de Lule-archipel. Het noordelijk deel is een eiland; het zuidelijk deel een zandbank. Het eiland ligt aan de noordwestzijde van Storbrändön. Samen met Blockören en Vallören is het een beschermd vogelgebied. Het heeft geen oeververbinding en is onbebouwd.